# White to Play
«White to Play» es el segundo episodio de la primera temporada de la serie de televisión FlashForward, de la cadena ABC. Fue escrito por los guionistas David S. Goyer y Marc Guggenheim y dirigido por David S. Goyer. Fue transmitido en Estados Unidos y Canadá el 1 de octubre de 2009.

## Argumento
Mark y Demetri se dirigen a Salt Lake City para rastrear a un sospechoso que podría estar conectado con el apagón. Olivia conoce cara a cara al hombre de su visión. 

## Sucesos

### En Los Ángeles
El capítulo empieza con una imagen de la Tierra que se va acercando a Los Ángeles mientras suena "Alrededor de la rosa pongamos un ramillete de flores, cenizas, cenizas, todos caemos". Vemos a un grupo de niños de una escuela que parece que se hayan desmayado, excepto Charlie. Pronto descubrimos que Charlie, abrazada a su juguete, juega con sus compañeros del colegio a que está ocurriendo otro apagón. Un niño grita "tiempo" y todos se levantan, una niña comienza a preguntar a los demás qué es lo que han visto. Otra niña responde que se ha visto con su familia en disneylandia. Otro niño dice que ha visto un pony. Otra niña también participa, pero cuando le requieren a Charlie que cuente lo que vio, ella se niega. Se produce un forcejeo con un niño llamado Zach en el que se rompe el juguete de Charlie. Ella responde pegándole un empujón, por lo que la maestra termina interfiriendo. Charlie escapa de la escuela, perseguida por la maestra, casi es atropellada por dos coches, luego se topa con un puesto militar. Toda la ciudad de Los Ángeles está fuertemente custodiada por las fuerzas militares, así como el resto del país. 
En la reunión de Alcohólicos Anónimos, Tomasi, uno de los participantes se queja de que a partir de lo ocurrido tras el apagón, no solo tiene que luchar con el presente de su adicción, sino que también con el futuro, Mark le dice que se tranquilice, que les deje a ellos la diversión, se pone nervioso y discute con Tomasi. Aaron lo tranquiliza luego, ayudándole a comprender que después del apagón todas las personas están lidiando con su propio futuro. En sus palabras, ahora "todos somos profetas". En la oficina de reuniones del FBI, Stan reclama que 18 agentes han renunciado desde el apagón en los últimos 3 días. En ese momento irrumpe la Subsecretaria Anastasia Markham, de Seguridad del Estado, que ha llegado desde Washington para supervisar las investigaciones que se están realizando sobre el apagón. Janis les muestra la página web del mosaico colectivo, en el que en 17 horas había más de 900000 visiones, explica que tratan de hacer un patrón para llegar a una explicación de los desmayos y poder evitar otro. Anastasia Reclama que es inadecuado seguir la teoría de que hubo una conspiración, ya que eso genera preocupación a la gente. Los acusa de haber pretendido centralizar la investigación, y le parece excesivo el gasto que se está destinando a la operación Mosaico Colectivo. Al Gough intenta explicar cuán poco probable es que esto solo sea una coincidencia, pero Anastasia sigue en su postura. Stan solo logra convencerla de que esto no fue casual ni natural, mostrándole el video del hombre del estadio. 
Mark y Olivia se reúnen en la escuela de Charlie con la Directora Byrne para hablar de los problemas acaecidos con la niña. Ella les refiere que sería bueno preguntarle a Charlie qué ha visto en su visión pues ha sido la única niña de la escuela que no ha dicho su visión. Ambos padres se preguntan sobre qué es lo mejor para su hija, pero esa discusión los lleva a hablar de la visión de Olivia, donde estará con otro hombre. Mark teme que Charlie haya visto a su mamá con ese hombre en la visión y que por eso esté con miedo de que ellos se separen. Mark le dice a Olivia que el destino no va a hacer que se separen y que van a superar esto. 
Olivia se dirige junto a Charlie al Hospital de Los Ángeles, donde trabaja, pasan por una pared con fotografías de personas desaparecidas durante el desmayo, Olivia le explica a Charlie que les encontrarán, en el hospital el Dr. Bryce Varley le dice que el padre de Dylan Simcoe la está buscando y que se han acabado camas para el hospital, Olivia se dirige al cuarto de Dylan pero Charlie le pide que primero arregle su juguete, Squirrlio. Mientras lo está haciendo, Lloyd Simcoe se presenta a saludarla y ella lo reconoce de su visión, pero él no. Olivia se da cuenta de que Lloyd nunca la miró durante la visión. Él le reclama no haber podido hablar con ella luego d que le salvó la vida a su hijo. Lloyd explica que Dan es autista, y que su madre murió durante el apagón, pero que el niño no lo sabe. Olivia actúa evasivamente. 
En las oficinas del FBI, Demetri observa que Mark lleva la pulsera de la amistad que usaba durante la visión, y le reclama que no está haciendo nada para evitar que el futuro se cumpla. Luego, se dedican a seguir la investigación. Están investigando el nombre D. Gibbons en las bases de datos, pero que será muy lento el proceso de búsqueda pues hay cientos de D. Gibbons en Estados Unidos y cerca de 100 con antecedentes criminales. En ese momento llega Janis y les anuncia que D. Gibbons acaba de llegar al edificio preguntando por Demetri Noh. Inmediatamente la entrevistan. Es una mujer, su nombre real es Deirdre Gibbons, le dicen Didi. Es la dueña de una pastelería, por lo que les muestra algunos pastelillos. Se presentó espontáneamente por lo que vio en su visión. Alega no haber cometido nunca una falta, pero que en su futuro se vio discutiendo con alguien por teléfono. Ella decía "No se nada de una paloma Cockadoody, tienes que hablar con los agentes Benford y Noh, son del FBI, ¡Déjame en paz!". Que fue a partir de haber escuchado esos nombres en su visión es que acudió a ellos. Todos se sienten defraudados por haber sido llevados por una pista que terminó en algo sin importancia, aunque Mark cree que ésta puede ser la clave para empezar la investigación. Mark pregunta a Stan nuevamente sobre su visión, pero este insiste en que estaba en una reunión. Mark insiste y Stan confiesa que en la visión estaba defecando, y que a su vez el apagón le alcanzó estando en el mismo baño. Que al salir del retrete encuentra al Agente Rafalski ahogándose en el meatorio, y que tuvo que hacerle respiración boca a boca. Al final le dice a Mark que como le diga a alguien lo de su visión le trasladará a lo más bajo. 
En el hospital Olivia termina de arreglar al juguete de Charlie, Squirrlio, y salen a caminar por los pasillos. Entonces Olivia ve a Lloyd y aprovecha para preguntarle a Charlie si lo reconoce, la niña no lo identifica. Justo cuando Olivia se estaba por sentir aliviada, Charlie ve que junto a Lloyd se encuentra Dylan internado y comienza a gritar: "¡¿Qué le han hecho a Dylan?!". Charlie revela que conoció a Dylan en su sueño. Pero no refiere dónde o con quién estaban pero se le ve muy afectada. 
En las oficinas del FBI, Janis explica que Didi Gibbons no tiene antecedentes policiales, y que lo único levemente sospechoso que encontró fue que en la pasada semana se emitieron dos compras casi simultáneas con su tarjeta de crédito: una por manicura en Newport Beach y la otra en una gasolinería de Utah con solo dos minutos de diferencia. Deducen que la discusión que Didi tuvo por teléfono en la visión era con la compañía de su tarjeta de crédito, y que la palabra Paloma se refería a una localidad en Utah llamada Pigeon (Paloma en inglés). En ese momento interrumpe Olivia que desea hablar con Mark. Ella le refiere lo que le sucedió a Charlie en el hospital, y que ha conocido al hombre de su visión y que se llama Lloyd Simcoe, lo que genera una discusión entre ellos. En ese momento los interrumpe Demetri y le dice a Mark que la tarjeta clonada de Didi Gibbons volvió a ser utilizada, que ha comprado boletos de autobús para salir de la ciudad y que saldrán en helicóptero para allí.

### En Utah
Mark y Demetri son recibidos en Pigeon, Utah, por la Sherif Keegan. Ella les menciona que han montado una guardia en la estación de autobús para detener al sospechoso con el jercito que han mandado desde la oficina del FBI en Salt Lake City. Keegan les cuenta que todos están preocupados por las visiones, pero que ella no vio nada. Por la noche están todos apostados en los puestos de vigilancia de la estación de autobús, pero el sospechoso no concurre a utilizar su pasaje. Demetri se ofusca y pone en cuestión las pistas visualizadas por Mark. La misión se cancela y cuando están a punto de abandonar el pueblo, Mark observa un galpón abandonado. Keegan explica que es Divine Doll, una fábrica de muñecas que quebró hace unos meses. Mark se da cuenta de que en su visión había una foto de una muñeca junto a la nota con la palabra "D. Gibbons". Deciden ingresar al depósito sin una orden pues el suegro de Keegan es el Juez del Condado, y él lo aprobará. 
Apenas entran al depósito observan una figura que se mueve tras unos vidrios opacos de una oficina en un entrepiso. Cuando intentan subir con sigilo Mark pisa un sensor. Corren hacia la oficina, irrumpen con las armas al frente, y encuentran a un hombre parado con los brazos extendidos a los lados y en medio de unos artefactos parecidos a peceras. Hay temporizadores y monitores por todos lados con imágenes de un tablero de ajedrez. Le ordenan ponerse de rodillas pero desobedece y dice: "El que prevé calamidades sufre dos veces". Deja caer un encendedor en cada pecera y todo explota. En medio del caos el hombre dispara un arma hiriendo mortalmente a la Sherif Keegan, lo que le da tiempo de huir y de detonar una nueva serie de explosiones. Más tarde están limpiando los destrozos y retiran el cadáver de Keegan. Mark presencia el momento justo en que un fotógrafo forense toma la foto de la muñeca que luego verá en el mural de su visión. Llega Demetri y le muestra que han secuestrado un teléfono móvil y una reina blanca de ajedrez. Dice que los especialistas suponen que el sospechoso estaba hackeando redes de todo el mundo, como el Observatorio Astronómico de Nuevo México, el Colisionador de Hadrones del CERN, la Red GPS e incluso intentó hackear la página de El Mosaico. Demetri supone que el sospechoso también estaba intentando investigar sobre el apagón. 

### En los Ángeles (II)
Anastasia reclama explicaciones sobre las acciones que se están tomando para identificar al hombre del video, al que ahora llaman "Sospechoso Cero". Janis explica que el estudio forense del video demuestra que el sospechoso es un hombre y que mide 1,72m y que pesa 68 kg. También refiere que han enviado el video a la NSA y que esperan que el superordenador de Fort Meade pueda dar una imagen más detallada del sospechoso. Anastasia sigue reticente a la teoría del complot, pero espera que atrapen a ese hombre para evitar un segundo apagón. 
En el Hospital Lloyd ve a Olivia y le pide consejos sobro cómo decirle a Dylan que su madre ha muerto. Olivia solo le dice que le recuerde que lo quiere. Lloyd va hasta la habitación y le explica a Dylan que su mamá murió en un accidente tras el apagón y le dice: "Ahora sólo estamos tu y yo". Dylan pide ver a Olivia. 
Mark en su oficina coloca la foto de la muñeca en el mural. Demetri se aproxima al escritorio de Janis, donde ella, Stan y anastasia han hecho un descubrimiento. Janis consiguió el número del celular secuestrado, y resulta que D. Gibbons hizo una serie de seis llamadas, de las cuales cinco fueron justo antes del apagón a otro celular. Pero la sexta llamada fue de 30 segundos durante el apagón y estaba hablando con un teléfono ubicado en el estadio Ford Field, es decir que hablaba con el Sospechoso Cero durante el apagón. 
Más tarde Demetri habla con Janis sobre la página web del mosaico, y llega Stan con Didi Gibbons, quien les agradece lo actuado regalándoles unos panecillos y se retiran. Entonces Janis empieza a contar su experiencia en la visión y se pregunta por la ecógrafa que estaba haciéndole el estudio. Demetri le sugiere que ponga su relato en el sitio web, lo que ella hace. Ahora Janis sugiere que Demetri haga lo mismo, ya que si resultara cierto que estará muerto en el futuro, al menos podría llegar a descubrir cómo morirá para poder evitarlo. Demetri dice que no quiere preocupar a Zoey y que por eso no le ha contado aún. Pero ante la insistencia acepta postear su caso. 
Mark está despierto en la sala de su casa. Son las 3 a. m. y Olivia baja a hablar con él. Mark le cuenta que el viaje a Utah fue un callejón sin salida. Manifiesta que en el trabajo razona según la lógica de aceptar que el futuro será tal como lo vio, pero que en casa piensa lo contrario. Olivia le pregunta si hizo bien en contarle lo de Loyd, Mark dice que sí pues no deben guardarse secretos, pero piensa en que aún no ha mencionado que en su visión él estaba bebiendo nuevamente. En el fuego del hogar se observa que Mark ha quemado la cinta de la amistad. Mark sube a la habitación de Charlie a darle un beso y ella se despierta. Charlie le pregunta si las visiones se harán realidad. Está preocupada y teme que su visión se haga realidad. Dice: "D. Gibbons es un hombre muy malo" 
Demetri se está retirando del edificio del FBI cuando recibe una llamada, es una mujer con acento árabe que no revela su nombre y le dice que ha visto su anuncio en la web de El Mosaico. Por al paisaje de fondo, la mujer llama desde Kowloon, Hong Kong. Dice que en su visión ella estaba repasando informes de inteligencia, y que vio que el 15 de marzo de 2010 es la fecha en que Demetri morirá.
- Datos: Q6167234